# イグアス (小惑星)
イグアス (1684 Iguassú) は小惑星帯に位置する小惑星。アルゼンチンのラプラタ天文台でミゲル・イティゾーンによって発見された。
ブラジルとアルゼンチンの国境にあり、世界三大瀑布の1つに数えられるイグアスの滝に因んで命名された。